# Râul Scărișoara, Valea Neagră
Râul Scărișoara este un curs de apă, afluent al râului Valea Neagră. 